# Бајерове ознаке
Бајерове ознаке су имена звезда која је увео немачки астроном Јохан Бајер 1603. године при прављењу Уранометрије, свог атласа звезда. Бајер је звезде означио словима грчког или латиничког алфабета и генитивом имена сазвежђа, почев од „алфа“ (нпр. α Ursa Maioris — алфа Великог медведа). Пре тога, користила су се само лична имена звезда, из грчког, латинског и арапског језика, али традиционална имена нису имале све звезде, док се дешавало и да једна звезда има више традиционалних имена, али и да исто име означава различите звезде.
Бајер је звезде једног сазвежђа делио у групе према магнитуди, а затим именовао звезде унутар једне групе. Мада се обично сматра да је Бајер желео да најсјајнију звезду неког сазвежђа означи са „алфа“ (α), следећу по сјајности са „бета“ (β) итд., Бајер је унутар једне групе звезда издвојених по магнитуди тражио начина да звезде именује или редом како се налазе у оквиру астеризма (нпр. у астеризму Велика кола у Великом медведу), или према томе која звезда излази раније (Бетелгез и Ригел у Ориону) или према другим правилима које је произвољно одређивао. Алфа није најсјајнија звезда у 16 сазвежђа у Бајеровом каталогу: Близанцима, Ваги, Гаврану, Делфину, Јарцу, Киту, Пехару, Змају, Ориону, Пегазу, Раку, Рибама, Стрели, Стрелцу, Троуглу и Херкулу.
Пошто би искористио грчка слова, Бајер је звезде означио латиничним словима, и то прву следећу звезду великим словом А, а наредне малим словима b, c, d...
Неке звезде су припадале двама сазвежђима, па су имале двоструке ознаке:
- алфа Андромеде = делта Пегаза
- бета Бика = гама Кочијаша
- ни Волара = пси Херкула

Пошто је 1930. године Међународна астрономска унија ревидирала границе сазвежђа и одредила да свака звезда може да припада само једном сазвежђу, остала су имена која су првонаведена на горњем списку.
Бајер је у неким ситуацијама једним словом означавао двојне и вишеструке звезде, нпр. алфа Јарца (двојна) и пи Ориона (шестострука). Данас се ове звезде означавају бројчаним експонентом изнад слова (у овом примеру α1 и α2 Јарца и π1, π2, π3, π4, π5 и π6 Ориона).